# Vincenzo Scamozzi

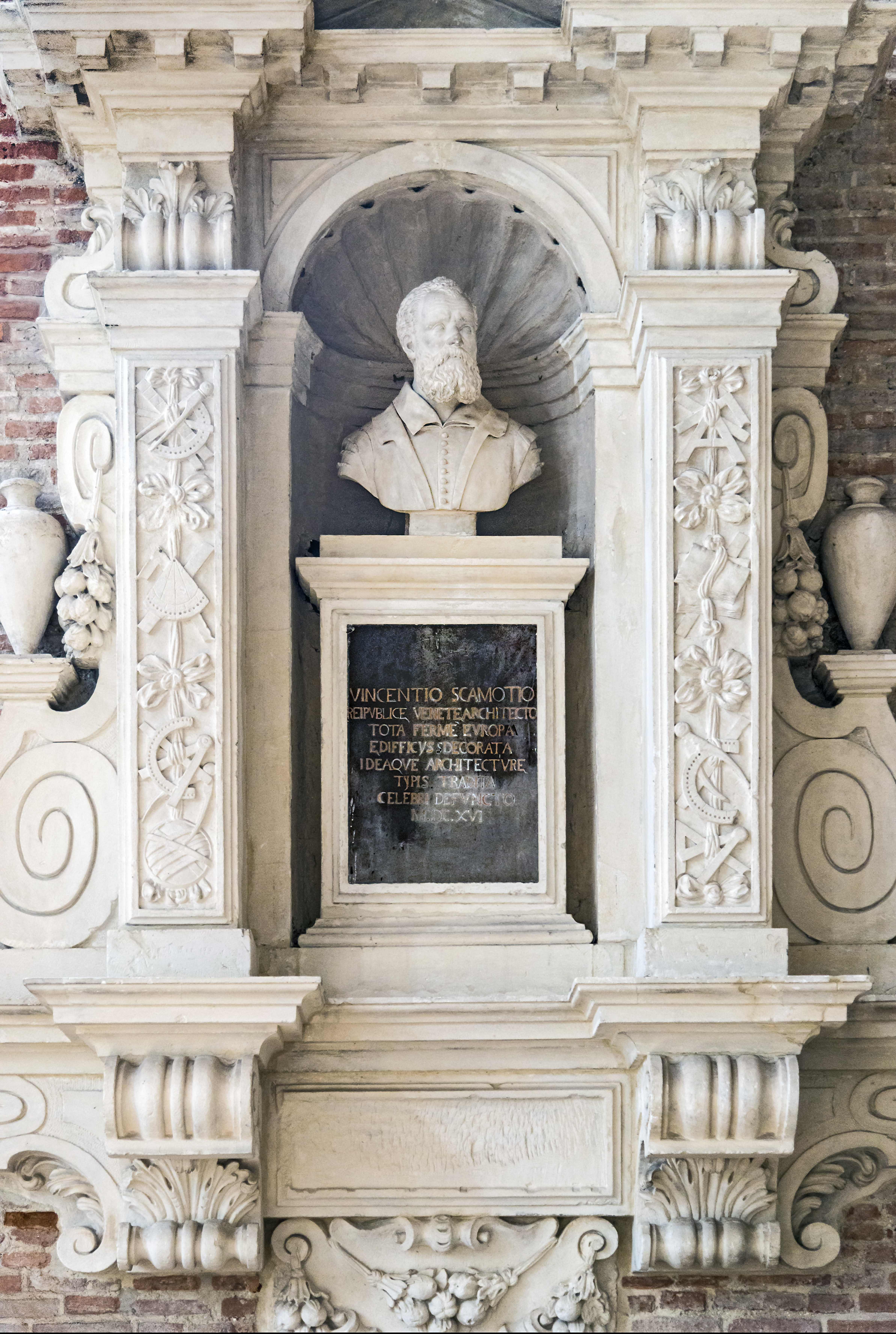
Monumento a Vincenzo Scamozzi

Vincenzo Scamozzi (2 de Setembro de 1548 - 7 de Agosto de 1616) foi um arquiteto e escritor italiano de arquitetura, ativo principalmente na área de Vicenza e República de Veneza na segunda metade do século 16. Ele foi talvez a figura mais importante entre Andrea Palladio, cujos projetos inacabados ele herdou com a morte de Palladio em 1580, e Baldassarre Longhena, o único aluno de Scamozzi.
O grande projeto público de Palladio que Scamozzi herdou no início do processo de construção foi o Teatro Olímpico de Vicenza, que Palladio havia projetado nos últimos meses de sua vida.

## Biografia
Scamozzi nasceu em Vicenza. Seu pai era o agrimensor e empreiteiro Gian Domenico Scamozzi; ele foi o primeiro professor de Scamozzi, imbuindo-o dos princípios de Sebastiano Serlio, apresentados no livro de Serlio. Vincenzo visitou Roma em 1579-1580 e depois mudou-se para Veneza em 1581. De 1599 a 1600, ele visitou o Império Alemão e a França e deixou um registro de caderno de esboços de suas impressões da arquitetura francesa, que viu a luz do dia pela primeira vez em 1959.  Scamozzi é famoso por ter herdado vários projetos inacabados de Andrea Palladio na época da morte de Palladio em 1580 e por trazê-los à sua forma completa.

## A ideia de uma arquitetura universal
A influência de Scamozzi se espalhou muito além de suas encomendas italianas por meio de seu tratado de dois volumes, L'idea dell'architettura universale ("A Ideia de uma Arquitetura Universal"), que é uma das últimas obras da Renascença lidando com a teoria da arquitetura. Foi originalmente publicado com ilustrações em xilogravura em Veneza em 1615. Scamozzi dependeu de seções de seu tratamento de Vitrúvio do comentário de Daniele Barbaro, publicado em 1556 com ilustrações de Palladio; Ele também discutiu questões de prática de construção. Naquela época, esses tratados estavam se tornando um veículo para a autopromoção. Scamozzi estava ciente do valor potencial da publicidade distribuída através dos canais estabelecidos do comércio de livros e incluiu muitos de seus próprios planos e elevações, como construídos, como deveriam ter sido construídos e como projetos idealizados.
Seu primeiro livro intitulado Discorsi sopra l'antichita di Roma (Veneza: Ziletti, 1583) foi rapidamente remendado com alguns comentários ilustrados sobre as ruínas de Roma, reunidos "no espaço de alguns dias". De acordo com seu prefácio aos volumes, as imagens eram produções de banco de imagens que já existiam. Mais da metade foi copiada de um volume publicado por Hieronymus Cock em Antuérpia em 1551.
Seu livro principal saiu um ano antes de sua morte e era tarde demais para influenciar seu próprio sucesso. A prática de Scamozzi às vezes é mencionada como sendo uma fonte da arquitetura neo-palladiana, pois foi introduzida por Inigo Jones, outro seguidor do próprio exemplo de Andrea Palladio. Rudolf Wittkower referiu-se a ele como um dos "pais intelectuais do neoclassicismo".

## Piazza San Marco
Scamozzi mudou-se para Veneza em 1581, onde foi convidado a projetar a Procuratie Nuove na própria Piazza San Marco. A Procuratie Nuove foi construída como uma fileira de habitação oficial para a Procuradoria de San Marco, apresentada como uma fachada palaciana unificada que continua a fachada final da Biblioteca Sansovino, com seu térreo com arcadas e janelas em arco do primeiro andar, mas adicionando um andar superior para fornecer as acomodações necessárias. Ao realizar este projeto, Scamozzi adaptou um projeto rejeitado de Palladio para um Palácio Ducal re-faceado, com colunatas que flanqueiam as janelas para suportar frontões triangulares e arqueados alternados, sobre os quais Scamozzi adicionou figuras reclinadas, para equilibrar a riqueza da decoração sangovina dos dois andares inferiores. Onze baias deste projeto foram concluídas e, posteriormente, foram estendidas por Baldassare Longhena (único aluno de Scamozzi) para preencher todo o flanco sul da praça.

## Cronologia das obras
Todas, exceto uma das seguintes obras, estão no território da República de Veneza:
- 1568–1575: Villa de Girolamo Ferramosca, Barbano di Grisignano di Zocco (Província de Vicenza) (com Gian Domenico Scamozzi)
- 1569: Palazzo Godi, Vicenza (projeto, alterado durante a execução posterior)
- 1572–1593: Palazzo Thiene Bonin Longare, Vicenza (retrabalhado em um projeto anterior de Palladio)
- 1574-1615: Villa de Leonardo Verlato, Villaverla (Vicenza)
- 1575: Palazzo Caldogno, Vicenza
- 1575–1578: Rocca Pisana (Vettor Pisani Villa), Lonigo (Vicenza)
- 1576–1579: Trissino-Trento (Palácio Pierfranceso Trissino), Vicenza (com Gian Domenico Scamozzi)
- 1580: Villa de Francesco Priuli, Treville di Castelfranco Veneto (Província de Treviso) (ala norte)
- 1580-1584: Villa Nani Mocenigo, Canda (Província de Rovigo)
- 1580–1592: Villa Capra "La Rotonda", perto de Vicenza (concluída a construção da estrutura de Andrea Palladio para Mario Capra, e estábulos adicionados, não concluídos até 1620)
- 1581–1586: Igreja de San Gaetano Thiene, Pádua
- 1581–1599: Procuratie Nuove, Piazza San Marco, Veneza (continuado com um design de interiores diferente de Francesco Smeraldi e concluído em 1663 por Longhena)
- 1582: Palazzo Cividale, Vicenza [atribuído]
- 1582–1591: Biblioteca de San Marco, Veneza (conclusão do projeto de Jacopo Sansovino)
- 1584–1585: Teatro Olimpico, Vicenza (remodelação da estrutura projetada por Andrea Palladio, cena de madeira)
- 1587–1596: Biblioteca de San Marco, Veneza (o vestíbulo, Antisala)
- 1588: Villa Cornaro, Poisolo, Treville di Castelfranco Veneto (Treviso) (reconstrução)
- 1588-1590: Teatro all'antica para o duque Vespasiano I Gonzaga, Sabbioneta (Província de Mântua)
- 1590: Villa Contarini para Girolamo Contarini, Loreggia (Pádua) (revisada em construção)
- 1590–1595: Igreja de San Nicolò da Tolentino, Veneza
- 1591–1593: Estatuária da República de Veneza (museu), Veneza
- 1591-1593: Projeto de Palmanova, uma "cidade ideal" construída nos trinta anos seguintes, 100 km a nordeste de Veneza
- 1591–1594: Mosteiro e Igreja de San Gaetano Thiene, Pádua
- 1591–1595: Villa Cornaro para Girolamo Cornaro, Piombino Dese (Província de Pádua) (conclusão) [atribuído]
- 1591–1597: Villa Duodo e Capela de San Giorgio, Monselice (Pádua)
- 1592-1616: Palácio de Galeazzo Trissino al Corso, Vicenza
- 1594-1600: Villa de Valerio Bardellini, Monfumo
- 1596: Villa Ferretti para Girolamo Ferretti na Riviera del Brenta, Sambruson del Dolo (Veneza). A A. Everett Austin House em Hartford, Connecticut, EUA, é uma homenagem à Villa Ferreti.
- 1596–1597: Villa Cornaro para Girolamo Cornaro, Piombino Dese (Pádua) (ala estável adicionada)
- 1597: Villa Molin, Mandria, (Pádua)
- 1597: Villa Priuli, Carrara (Pádua)
- 1597-1598: Villa Godi, Sarmego di Grumolo delle Abbadesse (Vicenza)
- 1601: Palazzo del Bò, Pádua (fachada da universidade)
- 1601-1606: San Giacomo di Rialto, Veneza (altar da Scuola degli Orefici; com Girolamo Campagna)
- 1601–1636: Igreja e Hospital de San Lazzaro dei Mendicanti, Veneza
- 1604-1612: Catedral de São Ruperto e Virgílio, Salzburgo, Áustria (projeto; concluído em 1614-28 por Santino Solari)
- 1605: Santi Giovanni e Paolo, Veneza (porta da sacristia; com Alessandro Vittoria)
- 1605-1616: Villa Duodo, Monselice (Pádua) (seis capelas para a Via Romana)
- 1607–1611: San Giorgio Maggiore (igreja), Veneza (conclusão da fachada de Palladio)
- 1607–1616: Villa Cornaro al Paradiso, Veneza (pavilhões gêmeos)
- 1609: Domenico Trevisan Villa, San Donà di Piave
- 1609-1616: Palazzo Contarini degli Scrigni, Santrovaso no Canal Grande, Veneza
- 1610: Villa Contarini degli Scrigni detta Vigna Contarena (Este)
- 1614: Palazzo Loredan Vendramin Calergi, Veneza (ala leste; demolido em 1659 e reconstruído em 1660)